# Constantin Țoiu
Constantin Țoiu (n. 19 iulie 1923, Urziceni, Ialomița, România – d. 4 octombrie 2012, București, România) a fost un romancier, eseist și traducător român contemporan.

## Biografie
Constantin Țoiu s-a născut la 19 iulie 1923 în localitatea Urziceni, județul Ialomița. Școala primară a absolvit-o în localitate, învățător fiindu-i domnul Haralambie Ionescu. A urmat la Brașov Liceul „Dr. Ioan Meșotă”, secția umanistă. Profesori excelenți au contribuit la formarea sa intelectuală încă din adolescență, printre care cel de limba latină, Spiru Hoidas, pomenit cu diverse ocazii.
Războiul îl prinde elev. Armata o face la școala militară de aviație Buzău, ca observator aerian. Nu participă la lupte. Este demobilizat cu gradul de sublocotenent în rezervă. În 1942 se înscrie la Facultatea de Litere și Filosofie din București, pe care o termină în vara anului 1946, cu o licență „Magna cum laude". Printre profesorii din acea perioadă se remarcă: Mircea Florian, Tudor Vianu, Mihai Ralea, Mircea Vulcănescu, scurt timp și Dimitrie Gusti la catedra de sociologie. A fost ultimul an în care se mai predase „filosofia idealistă".
Începând cu anul următor, 1947, în facultate avea să fie introdus marxism-leninismul, cu urmările lui nefaste. Autorul insista asupra acestei „rupturi" nefericite de tradiția românească strălucită, în gândire și literatură, din anii interbelici.
În scrisul său se simte stilul „vechii școli", ceea ce îi va conferi o anume particularitate față de confrații mai puțin vârstnici.
A lucrat ca redactor la Editura de Stat pentru Literatură și Artă, precum și la revistele Luceafărul, Gazeta literară, România literară și la Radioteleviziunea Română. Între anii 1981-1990 a fost secretar al Asociației Scriitorilor din București și vicepreședinte al Uniunii Scriitorilor din România. A debutat în presa culturală, în 1958, la „Gazeta literară”, iar editorial, în 1965, cu romanul Moartea în pădure.
La 23 mai 1995, Consiliul Local Urziceni i-a decernat titlul de „Cetățean de onoare al municipiului Urziceni".
A fost distins cu premii literare importante, acordate de Uniunea Scriitorilor din România și de Academia Română.
Faima cea mai mare i-a adus-o romanul Galeria cu viță sălbatică, roman simbolic, apropiat de poetica realismului magic din romanul latino-american.
A murit pe data de 4 octombrie 2012 și a fost înmormântat în Cimitirul Bellu din București.

## Opera

### Romane și nuvele
- Moartea în pădure (roman), Editura Pentru Literatură, 1965
- Duminica muților (nuvele), Editura Pentru Literatură, 1967
- Galeria cu viță sălbatică (roman), Editura Eminescu, 1976 (reeditări în 1979, 1984, 1999, 2011; în franceză, L’exclu, publicat de Editura Nagel; în maghiară, Vadszölölugas, Editura Europa Könyvkiado, Budapesta, 1980; romanul a mai fost tradus în limbile engleză, germană și polonă)
- Însoțitorul (roman), Editura Eminescu, 1981 (reeditări în 1989, 2004)
- Obligado (roman), Editura Eminescu, 1984 (reeditare în 1997)
- Căderea în lume (roman), Editura Cartea Românească, 1987 (reeditare în 1994, prefață de Nicolae Manolescu)[9] și în 2007 (Editura Art, studiu introductiv, note și dosar de receptare critică de Marius Mihet)
- Barbarius (roman), Editura Allfa, 1999
- Istorisirile Signorei Sisi (roman), Editura Cartea Românească, 2006 [10][11]

### Eseuri. Publicistică
- Destinul cuvintelor (publicistică), Editura Cartea Românească, 1971
- Pretexte (eseuri), Editura Albatros, 1973
- Alte pretexte (eseuri), Editura Eminescu, 1977
- Caftane și cafteli. Prepeleac doi, trei, Editura Cartea Românească, 1994
- Morbus diaboli, Editura Cartea Românească, 1998
- Răvașe din Kamceatka. Prepeleac cinci, Editura Allfa, 2000
- Memorii din când în când, vol. I-II, Editura Cartea Românească, 2003-2006
- Trompete dupa-amiaza, Editura Cartea Românească, 2004
- Vrăjeli (de buzunar) (note bio-bibliografice de Marius Mihet), Editura Art, 2007

### Memorialistică
- Memorii din când în când, vol. I, II, III, Editura Cartea Românească, 2003-2006
- Memorii întârziate, Editura Cartea Românească, 2009
- Memorii vol. V: Vederi din Prepeleac, Editura Cartea Românească, 2010

## Afilieri
- Membru al Uniunii Scriitorilor din România

## Distincții
- Ordinul național „Pentru Merit” în grad de Cavaler (1 decembrie 2000) „pentru realizări artistice remarcabile și pentru promovarea culturii, de Ziua Națională a României”[12]